# Mattia Destro
Mattia Destro (Ascoli Piceno, 20 maart 1991) is een Italiaans voetballer die doorgaans als aanvaller speelt. Hij tekende in september 2020 transfervrij bij Genoa, dat hem al een halfjaar huurde. Hij kwam over van Bologna. Destro debuteerde in 2012 in het Italiaans voetbalelftal.

## Clubcarrière
Destro werd in 2004 opgenomen in de jeugdopleiding van Ascoli. Die verruilde hij op veertienjarige voor die van Internazionale. Na vijf jaar in de jeugdopleiding academie verliet Destro Inter voor Genoa, waarvoor hij debuteerde in het betaald voetbal. Inter legde Andrea Ranocchia vast, terwijl Destro de omgekeerde weg aflegde. Nadat Luca Toni uitviel met een blessure, kreeg Destro zijn kans in de basiself van Genoa. Gedurende het seizoen 2010/11 scoorde hij twee doelpunten in zestien wedstrijden. In juli 2011 tekende Destro voor AC Siena, waarvoor hij twaalf doelpunten scoorde in dertig wedstrijden.
AS Roma stelde Destro op 30 juli 2012 voor als opvolger van de naar Liverpool vertrokken Fabio Borini. AS Roma betaalde 11,5 miljoen euro voor hem. Op 2 september 2012 maakte hij zijn debuut voor de club, in een met 3-1 gewonnen wedstrijd tegen Internazionale. Op 4 november 2012 scoorde hij zijn eerste doelpunt voor de club, tegen Palermo. Op 6 april 2014 scoorde hij een hattrick op het veld van Cagliari. AS Roma verhuurde Destro in januari 2015 voor een half jaar aan AC Milan. AC Milan bedong daarbij een optie tot koop, maar lichtte die niet.
Destro tekende in augustus 2015 bij Bologna. Dat betaalde €6.500.000,- voor hem aan AS Roma, dat tot €5.000.000,- extra in het vooruitzicht kreeg aan eventuele bonussen. In september 2020 tekende Destro transfervrij bij Genoa, daar speelde hij het halfjaar ervoor al op huurbasis.

## Interlandcarrière
Onder leiding van bondscoach Cesare Prandelli maakte Destro zijn debuut voor Italië op 15 augustus 2012 in de vriendschappelijke wedstrijd tegen Engeland, net als Federico Peluso, Manolo Gabbiadini, Ezequiel Schelotto (Atalanta Bergamo), Andrea Poli (Sampdoria), Marco Verratti (Paris Saint-Germain), Stephan El Shaarawy (AC Milan) en Diego Fabbrini (Udinese Calcio). Italië verloor met 2-1 door treffers van Phil Jagielka en Jermain Defoe. Destro werd in dat duel na 82 minuten vervangen door collega-debutant Fabbrini. Hij nam met de Italiaanse jeugdploeg (U21) deel aan het Europees kampioenschap 2013 in Israël, waar Jong Italië in de finale met 4-2 verloor van de leeftijdgenoten uit Spanje.
| Interlands van Mattia Destro | Interlands van Mattia Destro | Interlands van Mattia Destro | Interlands van Mattia Destro | Interlands van Mattia Destro | Interlands van Mattia Destro |
| №                            | Datum                        | Wedstrijd                    | Uitslag                      | Competitie                   | Goals                        |
| Als speler van AS Roma       | Als speler van AS Roma       | Als speler van AS Roma       | Als speler van AS Roma       | Als speler van AS Roma       | Als speler van AS Roma       |
| ---------------------------- | ---------------------------- | ---------------------------- | ---------------------------- | ---------------------------- | ---------------------------- |
| 1                            | 15 augustus 2012             | Engeland – Italië            | 2 – 1                        | Vriendschappelijk            | 0                            |
| 2                            | 7 september 2012             | Bulgarije – Italië           | 2 – 2                        | WK-kwalificatie              | 0                            |
| 3                            | 11 september 2012            | Italië – Malta               | 2 – 0                        | WK-kwalificatie              | 1                            |
| 4                            | 16 oktober 2012              | Italië – Denemarken          | 3 – 1                        | WK-kwalificatie              | 0                            |
| 5                            | 5 maart 2014                 | Spanje – Italië              | 1 – 0                        | Vriendschappelijk            | 0                            |
| 6                            | 4 september 2014             | Italië – Nederland           | 2 – 0                        | Vriendschappelijk            | 0                            |
| 7                            | 9 september 2014             | Noorwegen – Italië           | 0 – 2                        | EK-kwalificatie              | 0                            |
| 8                            | 18 november 2014             | Italië – Albanië             | 1 – 0                        | Vriendschappelijk            | 0                            |

1 Leali ·
2 Thorsby ·
3 Martín ·
4 De Winter ·
8 Bohihen ·
9 Vitinha ·
10 Messias ·
11 Pereiro ·
13 Bani ·
14 Vogliacco ·
15 Norton-Cuffy ·
17 Malynovskyj ·
18 Ekuban ·
19 Pinamonti ·
20 Sabelli ·
21 Ekhator ·
22 Vásquez ·
22 Miretti ·
27 Marcandalli ·
30 Ankeye ·
32 Frendrup ·
33 Matturro ·
39 Sommariva ·
45 Balotelli ·
47 Badelj  ·
53 Kasa ·
55 Accornero ·
59 Zanoli ·
69 Ahanor ·
72 Melegoni ·
73 Masini ·
95 Gollini ·
99 Stolz ·
Coach: Vieira